# Dipsacus ferox
Dipsacus ferox là một loài thực vật có hoa trong họ Kim ngân. Loài này được Loisel. mô tả khoa học đầu tiên năm 1807.